# 魏行可
魏行可（？—1136年），福建建安（今建瓯市）人。
建炎二年（1128年），补右奉议郎，假朝奉大夫、礼部侍郎，充河北金人军前通向使，兼河北、京畿抚谕使。到达澶渊后，被金人拘执不遣。
绍兴六年（1136年），在金国去世。